# Zugbeobachtung
Die Zugbeobachtung ist eine betriebliche Tätigkeit des Zugpersonals und des örtlichen Personals, wie die Bediener von Stellwerken (Fahrdienstleiter, Weichenwärter), Schrankenwärter, Streckenwärter, Meldeposten und andere bestimmte betriebliche Mitarbeiter. Ziel ist es, den betriebssicheren Zustand eines Zuges während der Vorbeifahrt und beim Aufenthalt in Bahnhöfen zu überwachen. Besonderes Augenmerk ist zu richten auf
- die Signale am Zug
- nach außen aufschlagende Türen und bei Personenwagen auf andere offene Außentüren
- Unregelmäßigkeiten an Fahrzeugen, wie z. B.:
  - Radsatzbrüche
  - Heißläufer
  - Räder mit Flachstellen
  - Lose Radreifen
  - feste Bremsen
  - fehlende Puffer
- Unregelmäßigkeiten an Ladungen, wie z. B.:
  - Verschobene Ladung
  - Lose Ladung
- Feuer am Zug

Wenn Unregelmäßigkeiten am Zug festgestellt werden, müssen Maßnahmen, wie beispielsweise das Anhalten des Zuges, gemäß den geltenden Betriebsvorschriften ergriffen werden.
Aufgrund höherer Streckengeschwindigkeiten, längerer Eisenbahntunnel, zunehmender Zugdichten und der Zentralisierung der Betriebsführung ist die Zugbeobachtung durch örtliches Personal oft nicht mehr möglich, weshalb ab den 1980er Jahren streckenseitige Überwachungssysteme installiert wurden.

## Trivia
Die Beobachtung von Zügen als Hobby wird auch als Trainspotting bezeichnet.